# Kirk-dikdik
A Kirk-dikdik (Madoqua kirkii) az emlősök (Mammalia) osztályának párosujjú patások (Artiodactyla) rendjébe, ezen belül a tülkösszarvúak (Bovidae) családjába és az antilopformák (Antilopinae) alcsaládjába tartozó faj.
A dikdikek négy faja arról a riasztó hangjelzésről kapta nevét, melyet menekülésük közben hallatnak. A jelzésre elfut a többi dikdik, de más állatokat is figyelmeztet, hogy ragadozó lehet a közelben.

## Előfordulása
Kelet- és Délnyugat-Afrika száraz, köves hegyoldalain és homokos talajú bozótosaiban él. Két elkülönült populációja van. Az egyik Namíbia és Angola területén él, míg a másik ettől jelentős földrajzi távolságra Szomália, Kenya és Tanzánia területén.
Mivel viszonylag kevés táplálékkal beéri, így Afrika délnyugati részén, is fenn tud maradni, ahol eléggé mostohák a körülmények. Többnyire azonban Namíbia középső és északi területein honos, ahol dúsabb a vegetáció és ahol jobban tud válogatni a növényzetből.

## Alfajai
- Madoqua kirkii cavendishi Thomas, 1898
- Madoqua kirkii damarensis Günther, 1880
- Madoqua kirkii hindei Thomas, 1898
- Madoqua kirkii kirkii Günther, 1880

## Megjelenése
Egyike Afrika legkisebb antilopfajainak. Testhossza 52–72 centiméter, tömege 3-7 kilogramm. Puha, sima, őszes szürke vagy barna bundájú törpeantilop, a feje, a nyaka és a válla vöröses. Párnázott talpú patái megtapadnak a sziklákon. A hímnek hegyes, felálló szarva van, a nagyobb és nehezebb nőstény szarvatlan.

## Életmódja
Főleg reggel és késő délután, néha éjszaka táplálkozik, kis testével és keskeny pofájával a rejtett, apró táplálékrészekhez is hozzáfér. A levelek, a rügyek, a virágok és a gyümölcsök mellett, a só is fontos számára.
A sűrű bozótosban jól látható ösvényeket használ. Ennek ellenére nehezen megfigyelhető faj.
A faj monogám párkapcsolatban él és nagyon területhű. A pár közösen foglal el egy territóriumot, ahonnan mindkét egyed elűzi az azonos nemű fajtársakat. Kettőjük közül a kisebb testű hím a domináns és a felnövekvő fiatal hím utódait is rögtön azok ivarérettségének elérése után elűzi. A fiatal hímek keresnek egy fiatal nőstényt, vele együtt elfoglalnak egy üres territóriumot, ahol életük hátralevő részét együtt élik le.

## Szaporodása
A Kirk-dikdik szoros kapcsolatban él párjával, a nőstények évente kétszer, egy-egy borjat ellenek.

## Képek

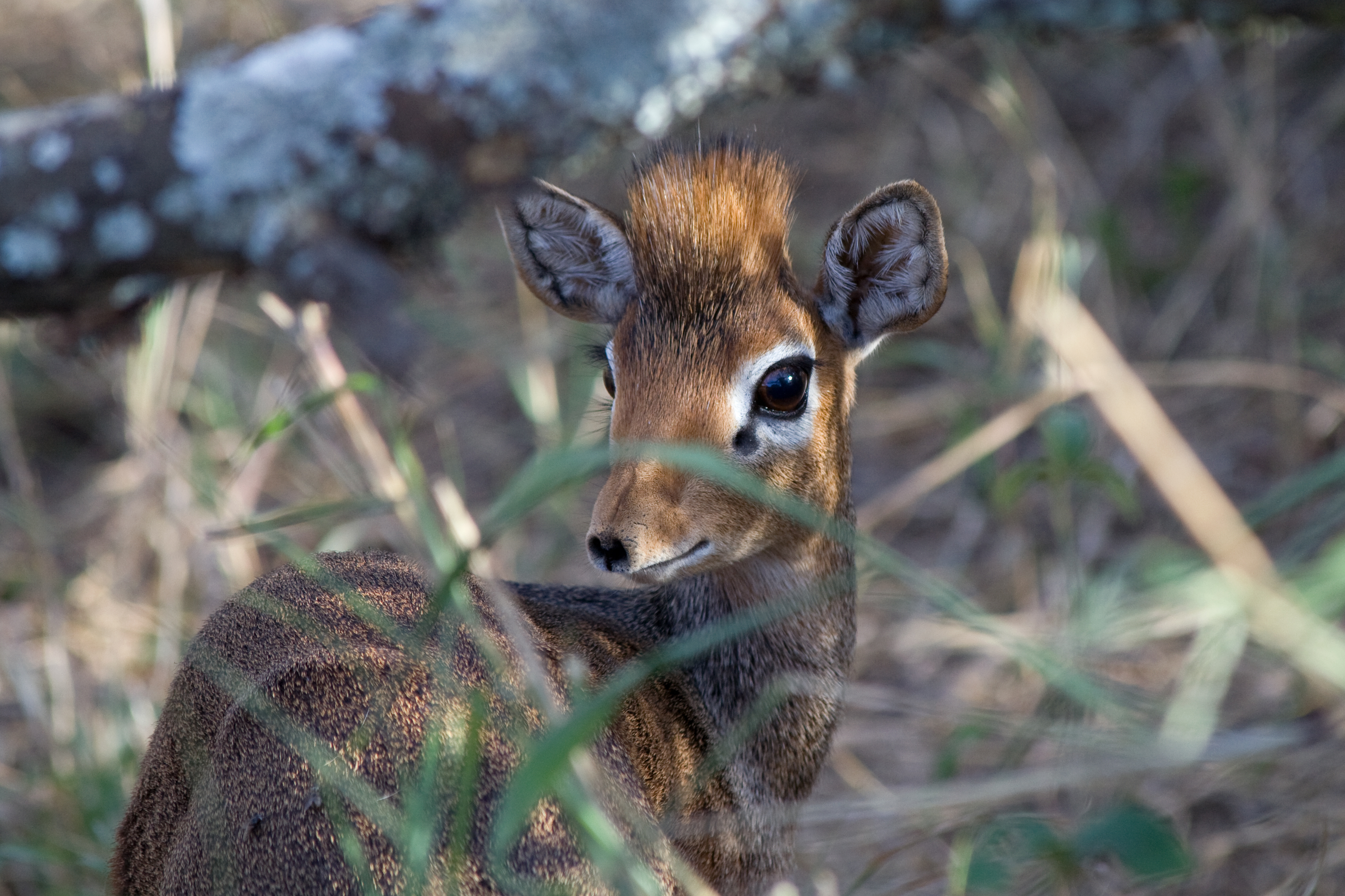
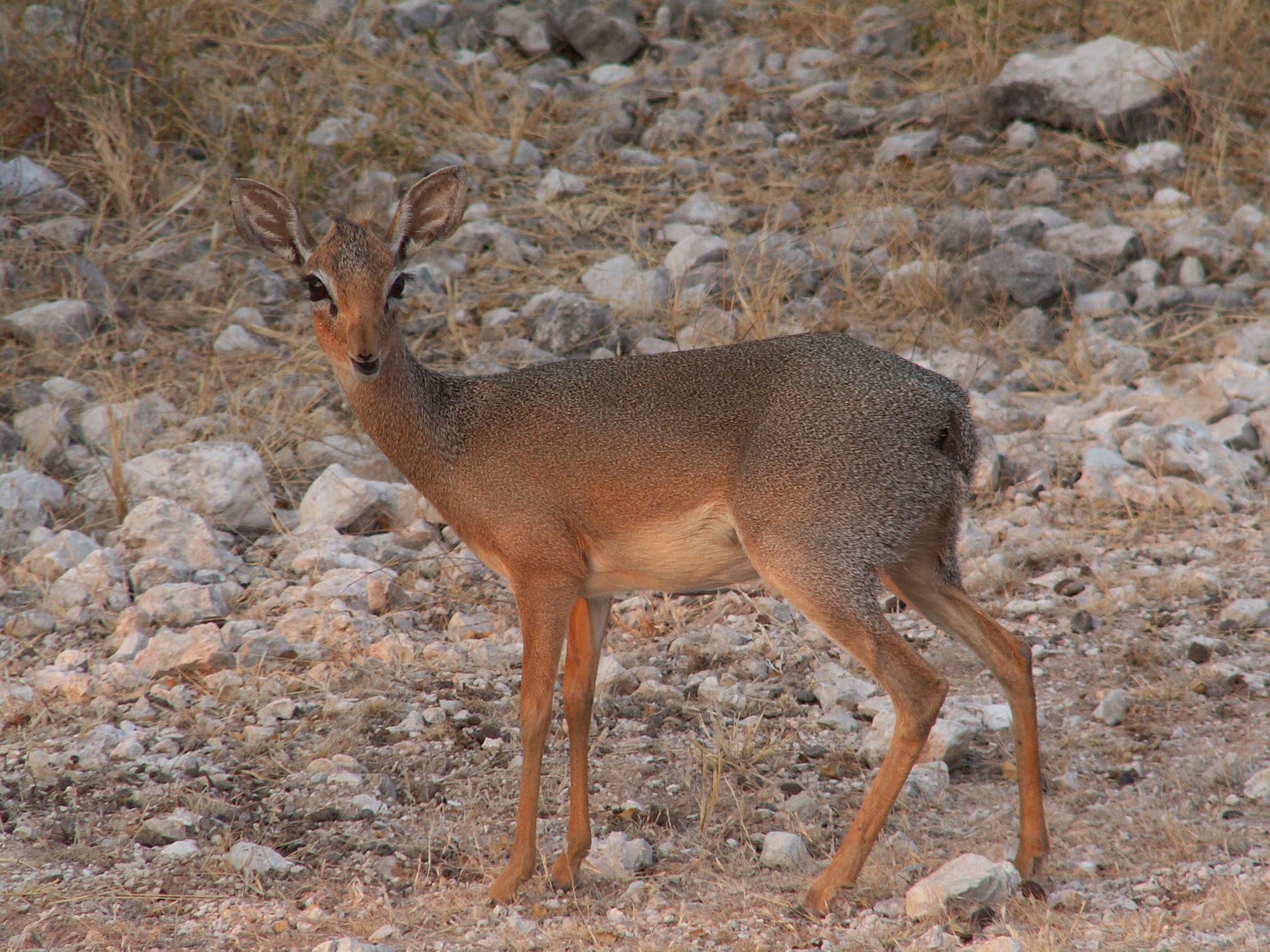
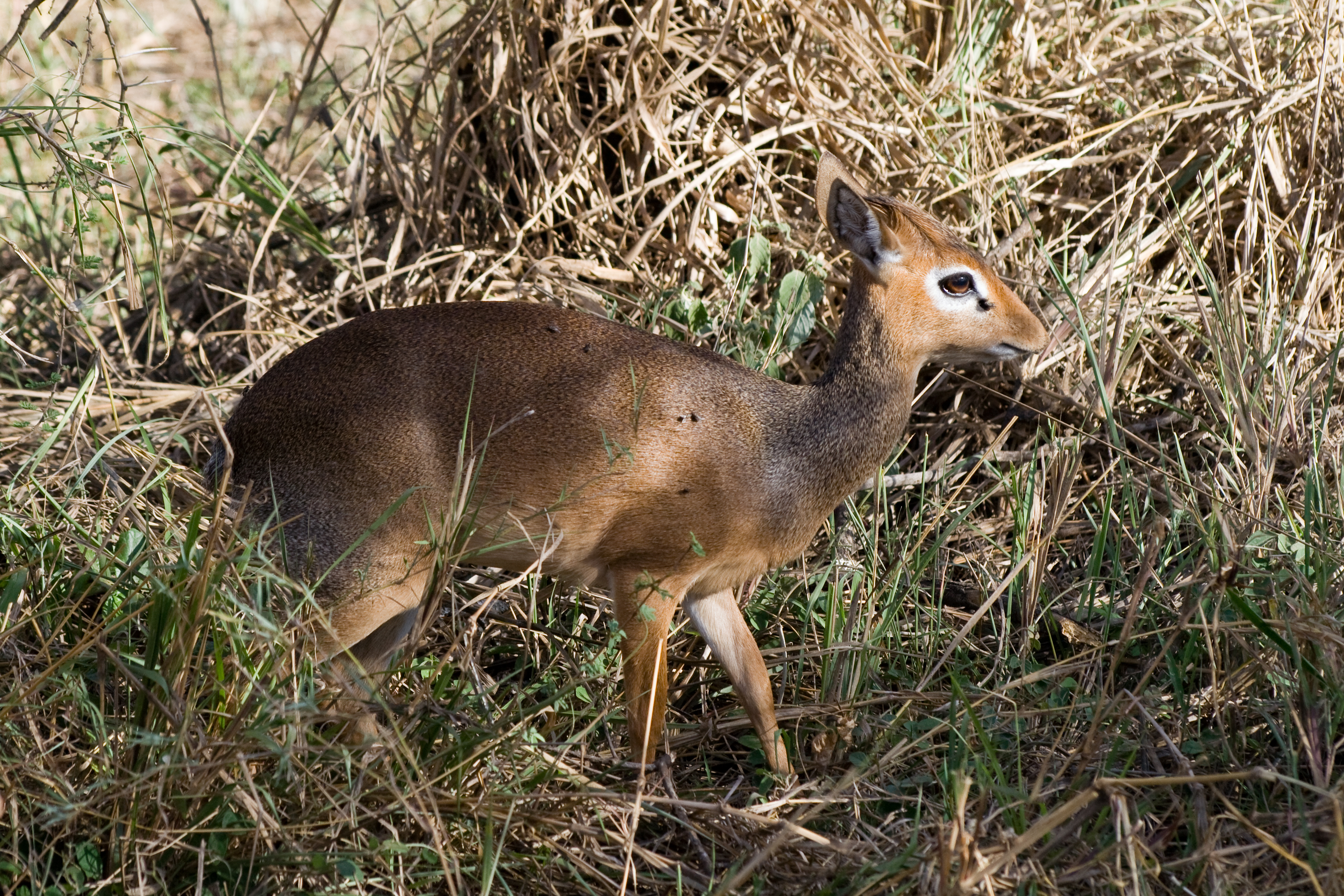
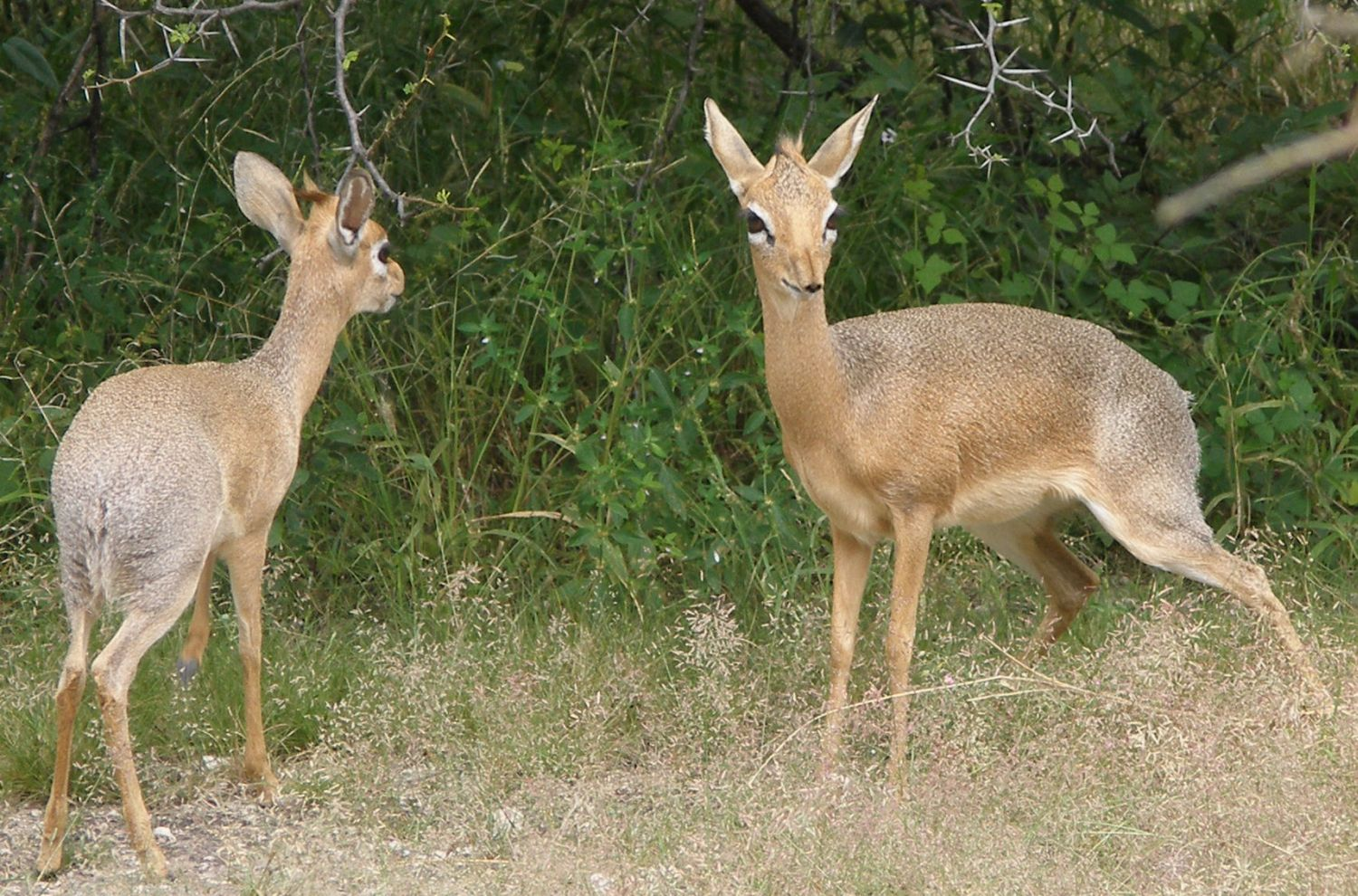
Kirk-dikdik pár az Etosha Nemzeti Parkban, Namíbia
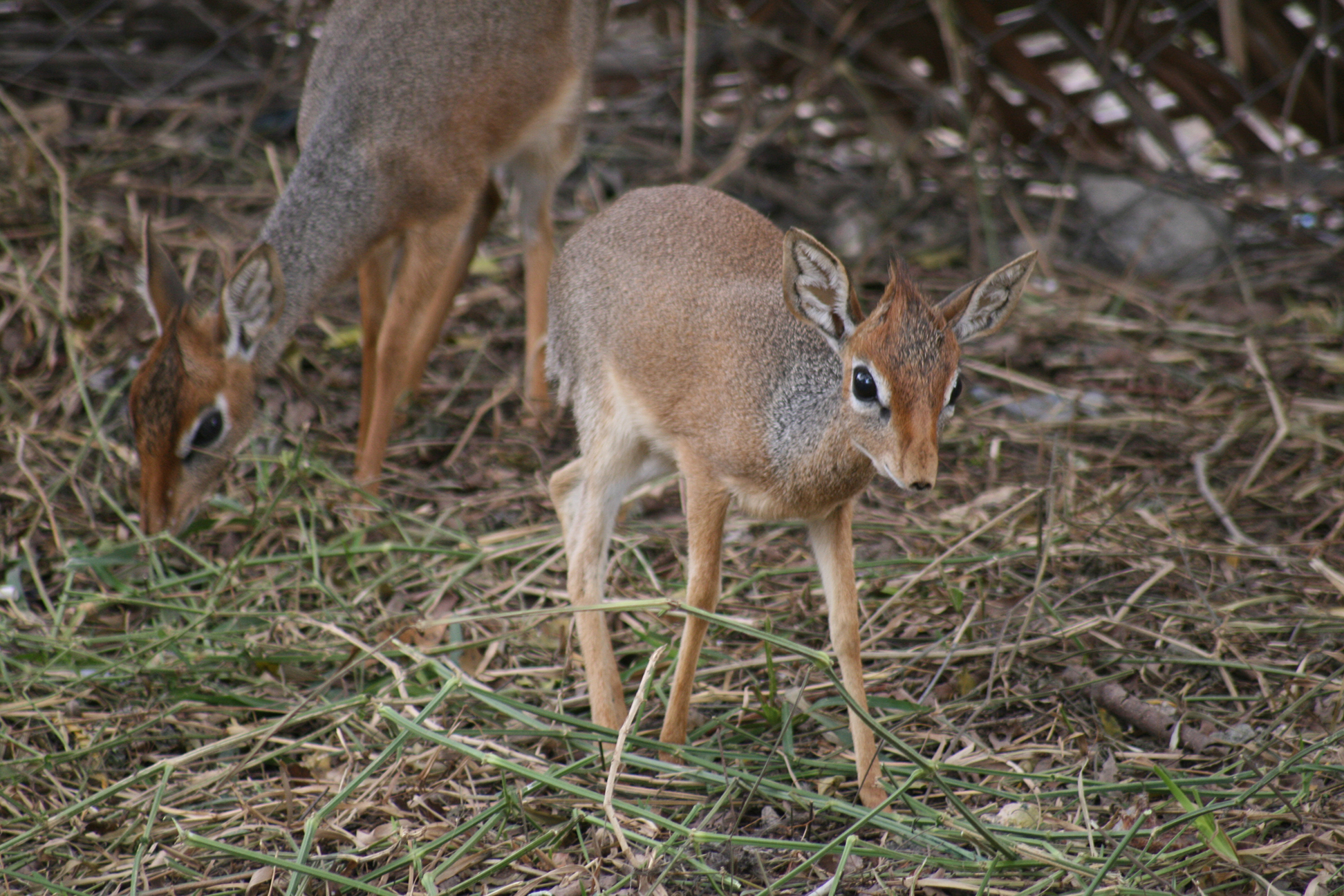

## Fordítás
- Ez a szócikk részben vagy egészben  a   Kirk-Dikdik című német Wikipédia-szócikk ezen változatának fordításán alapul.  Az eredeti cikk szerkesztőit annak laptörténete sorolja fel. Ez a jelzés csupán a megfogalmazás eredetét és a szerzői jogokat jelzi, nem szolgál a cikkben szereplő információk forrásmegjelöléseként.